# Schwäbisch Gmünd
Schwäbisch Gmünd ([ˈʃvɛːbɪʃ ˈɡmʏnt]) város Németországban, azon belül Baden-Württembergben. Területe 113,8 km², népessége 59 166 fő volt 2014-ben. 

## Fekvése
Lorch keleti szomszédjában fekvő település.

## Városrészei
festgelegten Grenzen. Im Einzelnen gliedert sich die Stadt in:
| Városrész            | Címer                        | Beolvasztás | Terület   | Fő     | Részei |
| -------------------- | ---------------------------- | ----------- | --------- | ------ | --- |
| Bargau               | Wappen von Bargau            | 01.01.1971  | 8,51 km2  | 2.800  | Birkhof, Oberer Lauchhof und Schlössle |
| Bettringen           | Wappen von Bettringen        | 01.04.1959  | 10,86 km2 | 10.000 | Hetzenbühl, Kellerhaus, Lindenhof, Talacker és Unterer Lauchhof |
| Degenfeld            | Wappen von Degenfeld         | 01.01.1971  | 9,26 km2  | 489    | Hornberg |
| Großdeinbach         | Wappen von Großdeinbach      | 01.03.1972  | 14,29 km2 | 4.090  | Kleindeinbach, Hangendeinbach, Wustenriet, Waldau, Haselbach-Söldhaus, Radelstetten, Sachsenhof és Ziegerhof |
| Herlikofen           | Wappen von Herlikofen        | 01.01.1969  | 5,35 km2  | 3.300  | Gmünder Feld, ehemalige Burg im sogenannten Eckwald |
| Hussenhofen          | Wappen von Hussenhofen       | 01.01.1969  | 7,09 km2  | 2.600  | Zimmern, Birkhof, Hirschmühle und Burgholz |
| Lindach              | Wappen von Lindach           | 01.07.1971  | 4,78 km2  | 3.000  | Grünhalde és Schloss Lindach |
| Rechberg             | Wappen von Rechberg          | 01.01.1975  | 7,08 km2  | 1.325  | Bärenhöfle, Birkhäusle, Braunhäusle, Fuchshof, Häge, Heustaig, Hohenrechberg, Kleinishof, Kratzerhöfle, Krempelhaus, Ödengehren, Schlossberg, Schurrenhof, Starrenhof, Stollenhäusle, Stollenhof, Unterer Kleinishof és Ziegelhütte |
| Straßdorf            | Wappen von Straßdorf         | 01.04.1972  | 13,67 km2 | 3.610  | Hinterhochstett, Hokenschue, Hummelshalden, Metlangen, Reitprechts, Schirenhof, Schönbronn és Vorderhochstett |
| Weiler in den Bergen |                              | 01.01.1971  | 11,76 km2 | 1.112  | Bilsenhof, Giengerhof, Herdtlinsweiler, Krieghof, Oberer Haldenhof, Ölmühle, Steinbacher Höfe éd Unterer Haldenhof |
| Rehnenhof-Wetzgau    | Wappen von Rehnenhof-Wetzgau | 01.04.1938  |           | 4.000  | nincsenek |

## Leírása
Schwäbisch Gmünd városa a német arany- és ezüstipar központja. A második világháború után itt lelt új otthonra a gablonzi ékszer és üvegipar. A települést a 12. század közepe körül alapították, a sváb hercegség legrégibb Staufer-városa.

## Templomai

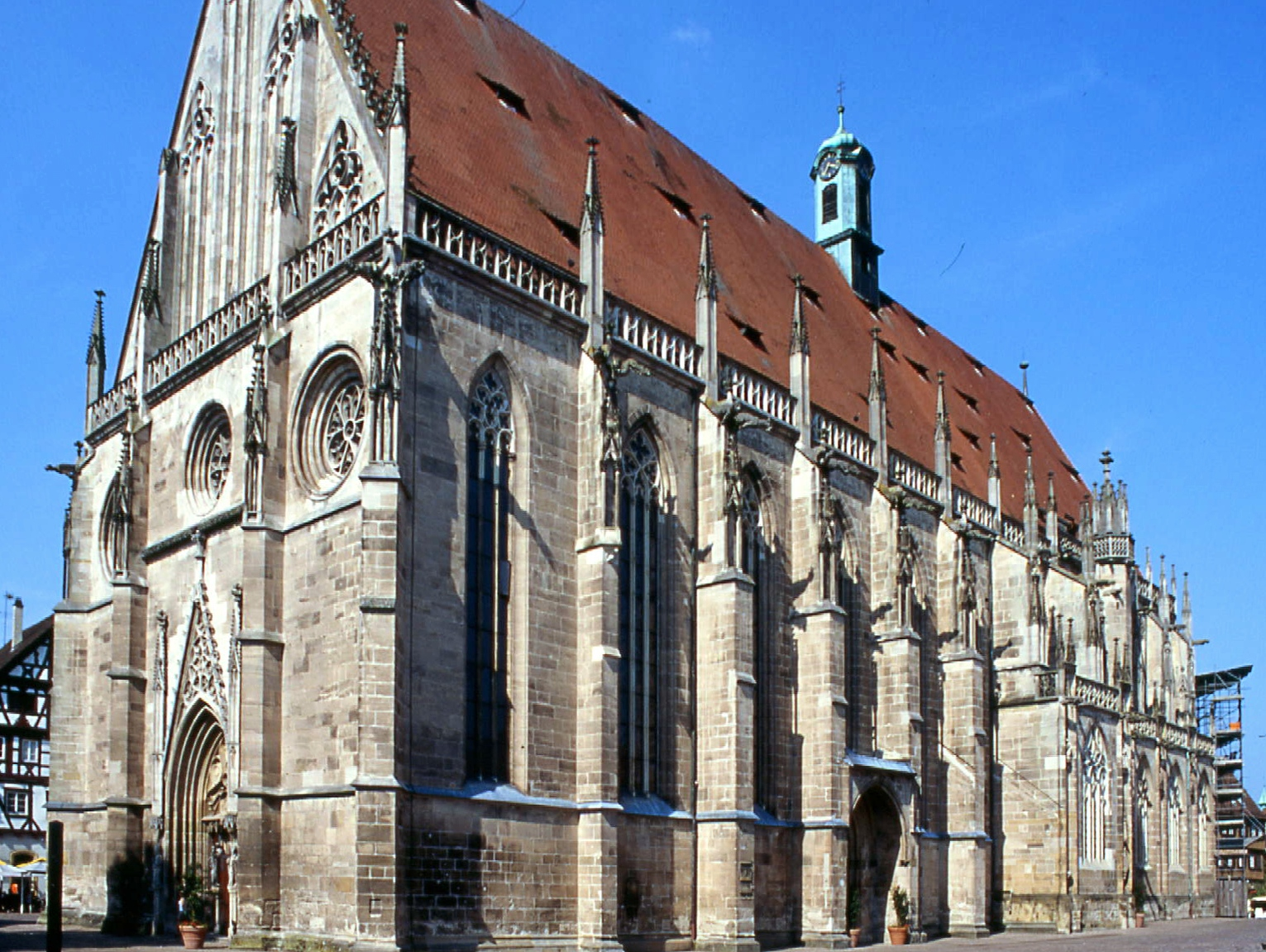
Heilig-Kreuz-Münster

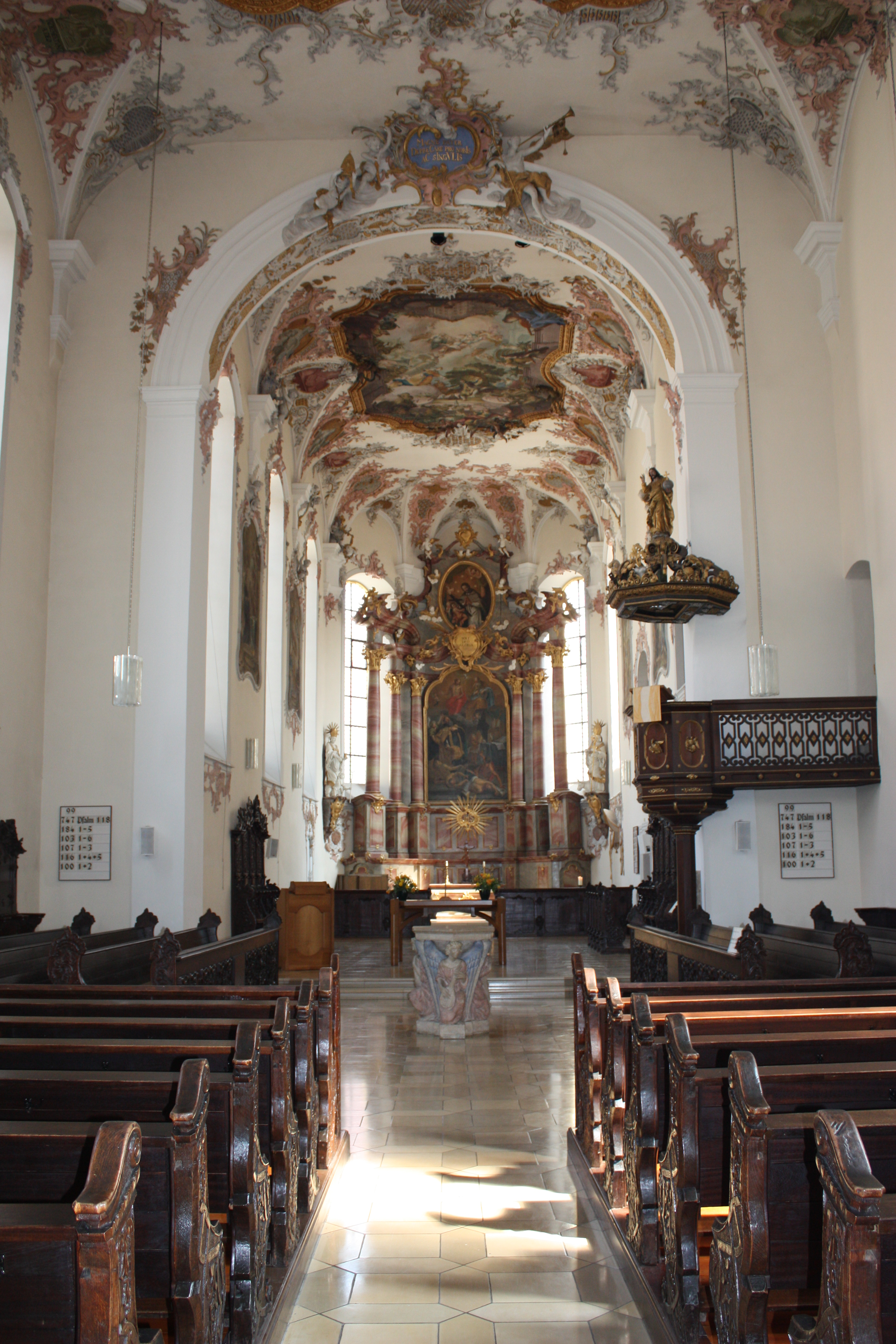
Augustinerkirche

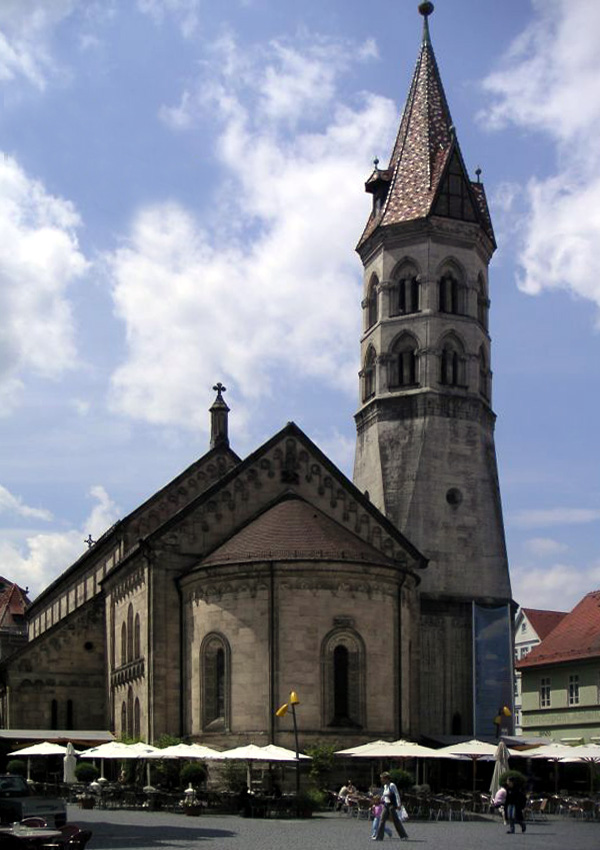
Johanniskirche

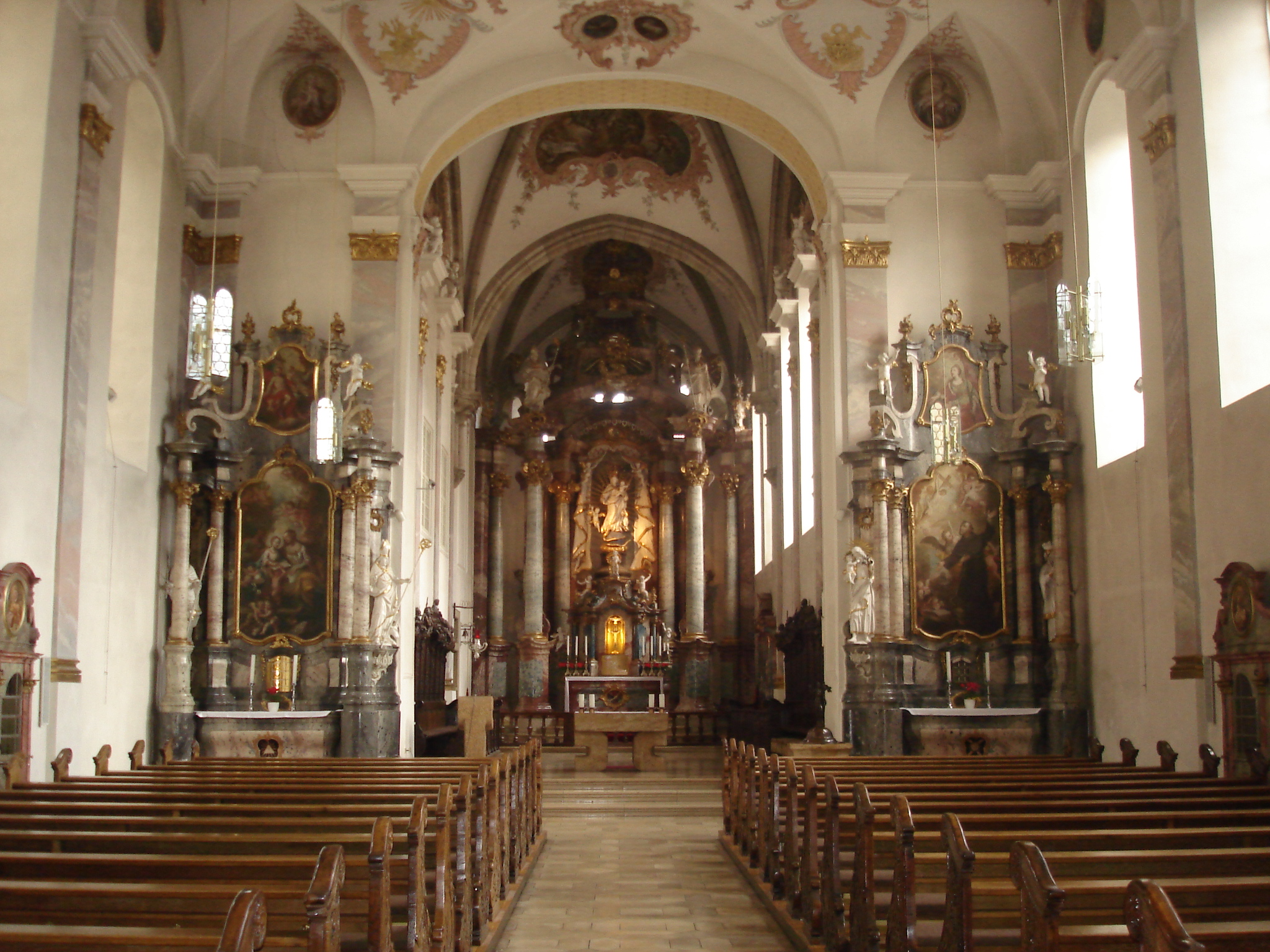
St. Franziskus-Kirche

- Templomai közül a torony nélküli Szt. Kereszt templom (Heilig-Kreuz-Münster) Gmünd legjelentősebb épülete és egyben a sváb gótika egyik kiemelkedő alkotása a Münsterplatzon található. Ez a legrégibb délnémet csarnoktemplom és egyben a legrégibb csarnokkórussal rendelkező épület is. 1351-től, vagyis ennek a csarnokkórusnak a felépítésétől számítják a német késő gótika kezdetét. A templompot 1310 körül a Gmündből származó Heiinrich Parler kezdte el építeni, ő a Prágában és Bécsben is híres Parler építész család tagja volt.

1491 és 1521 között a szentélytornyok beomlásából eredően jelentős restaurációs munkákra volt szükség. Ekkor készült a templom sokrészes hálóboltozata. 
A szabadon álló harangtorony az egykor fallal körülvett temető védőtornya.
- Az Augustinerkirche késő gótikus eredetű, de barokk stílusú épület, mely az 1284-ben alapított ágostonrendi kolostor tulajdona volt, ma az evangélikusoké. Az 1757-ben készült nagyméretű mennyezetfestményeit a laungi Johann Anwander készítette.
- Johanniskirche román stílusú, lapos tetejű bazilika 1220-ból, amelyet a gótika és a barokk korban átalakítottak, azonban nagyrészt megtartotta román külsejét. A város egyetlen Staufer-időből származó épülete.

A templomon kívülről találhatók a gazdagon egymás mellett elhelyezett ember-, állat- és mesefigurák képei, a torony párkányait díszítő vadászatot ábrázoló plasztikák is.
- Franziskanerkirche a ferencesek egyik legrégibb németországi temploma. A késő román hajót és a 13. századi kora gótikus szentélyt átalakították.

## Nevezetességek
- A Városkert 13. századi rokokó kastélya
- Augustinerkirsche
- Madonnás kút (Marktbrunnen)
- Város-kert, rokokó kastéllyal
- Szt. Szabadító-sziklakápolna (St. Salvator-Kapelle)
- Rinderbachi-torony
- Víztorony
- Leonardkapelle
- Ötgombos torony (Pfünfknopfturm)
- Favázas magház
- Víztorony

## Híres szülöttjei
- Heinrich Parler építész (Heinrich von Gmünd)
- Peter Zeidler labdarúgóedző
- Peter Parler Csehországban működő, Európa-szerte ismert gótikus szobrász

## Népesség
A település népessége az elmúlt években az alábbi módon változott:
| Lakosok száma | 54 587 | 55 700 | 57 212 | 56 808 | 56 754 | 63 675 | 61 946 | 60 892 | 58 564 | 62 726 |
|               | 1961   | 1968   | 1974   | 1981   | 1987   | 1994   | 2000   | 2007   | 2013   | 2023   |

Székesfehérvár testvérvárosa 1991 óta, ahol utca is viseli Schwäbisch Gmünd nevét.

## Galéria

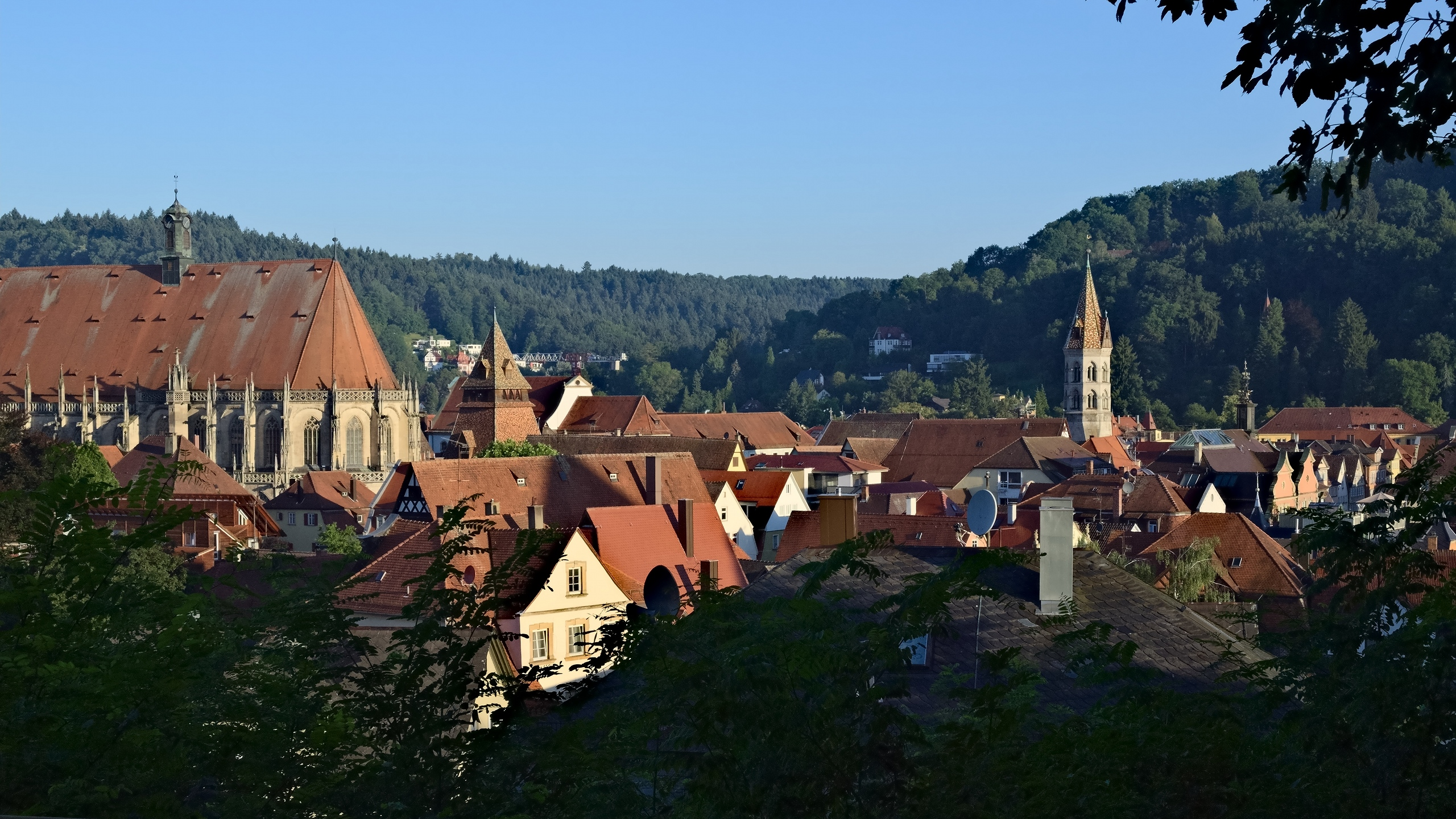
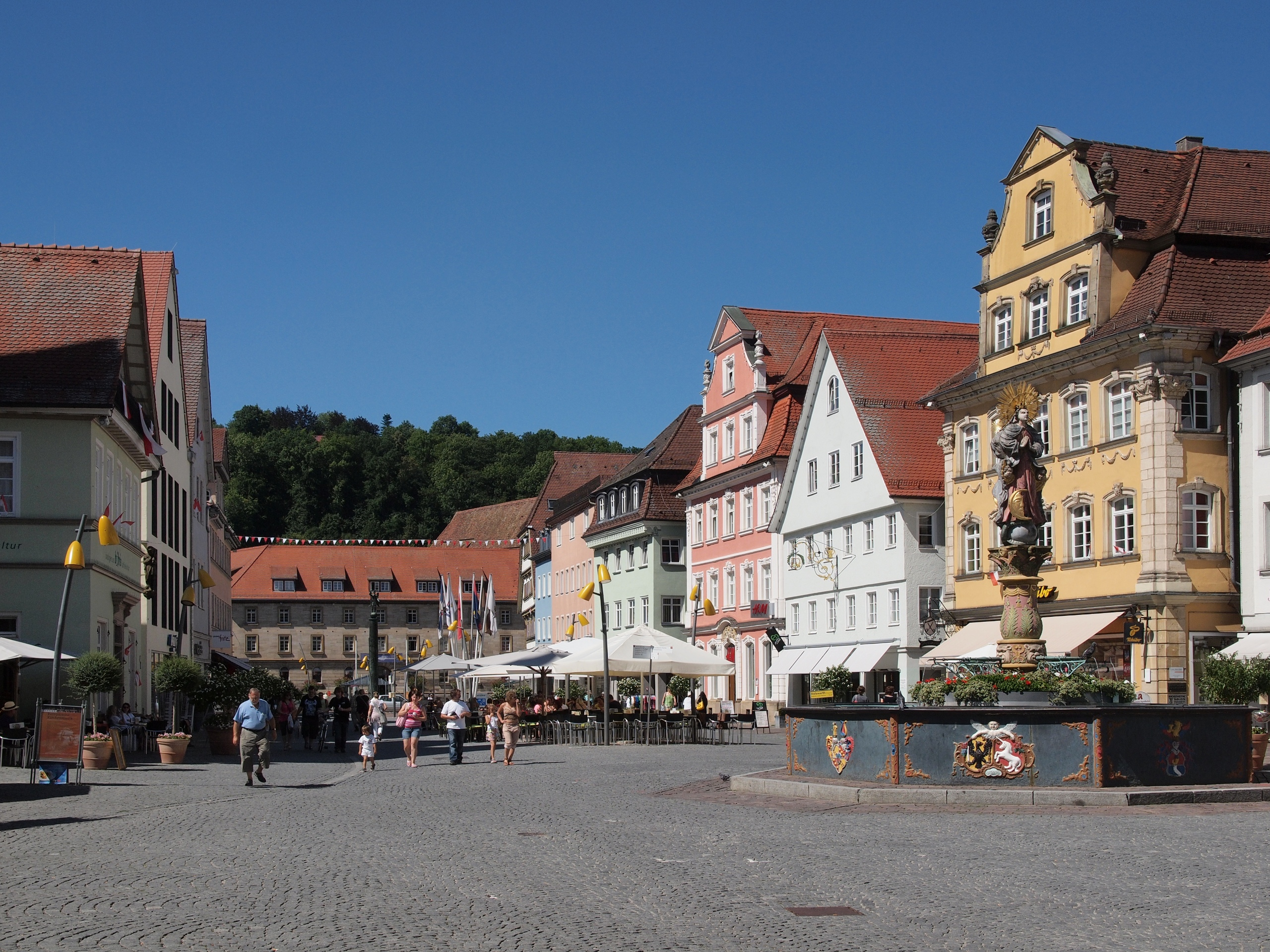
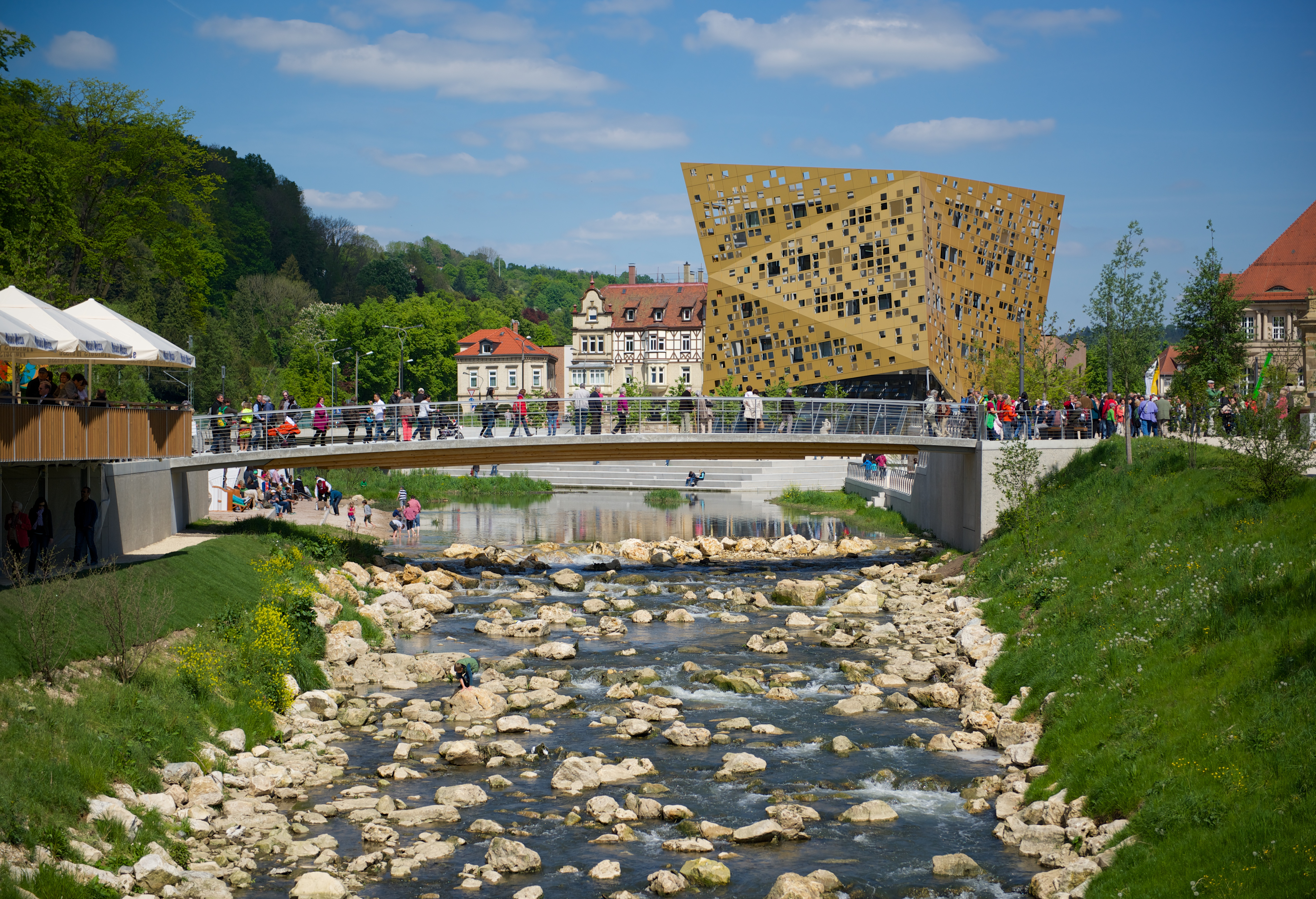
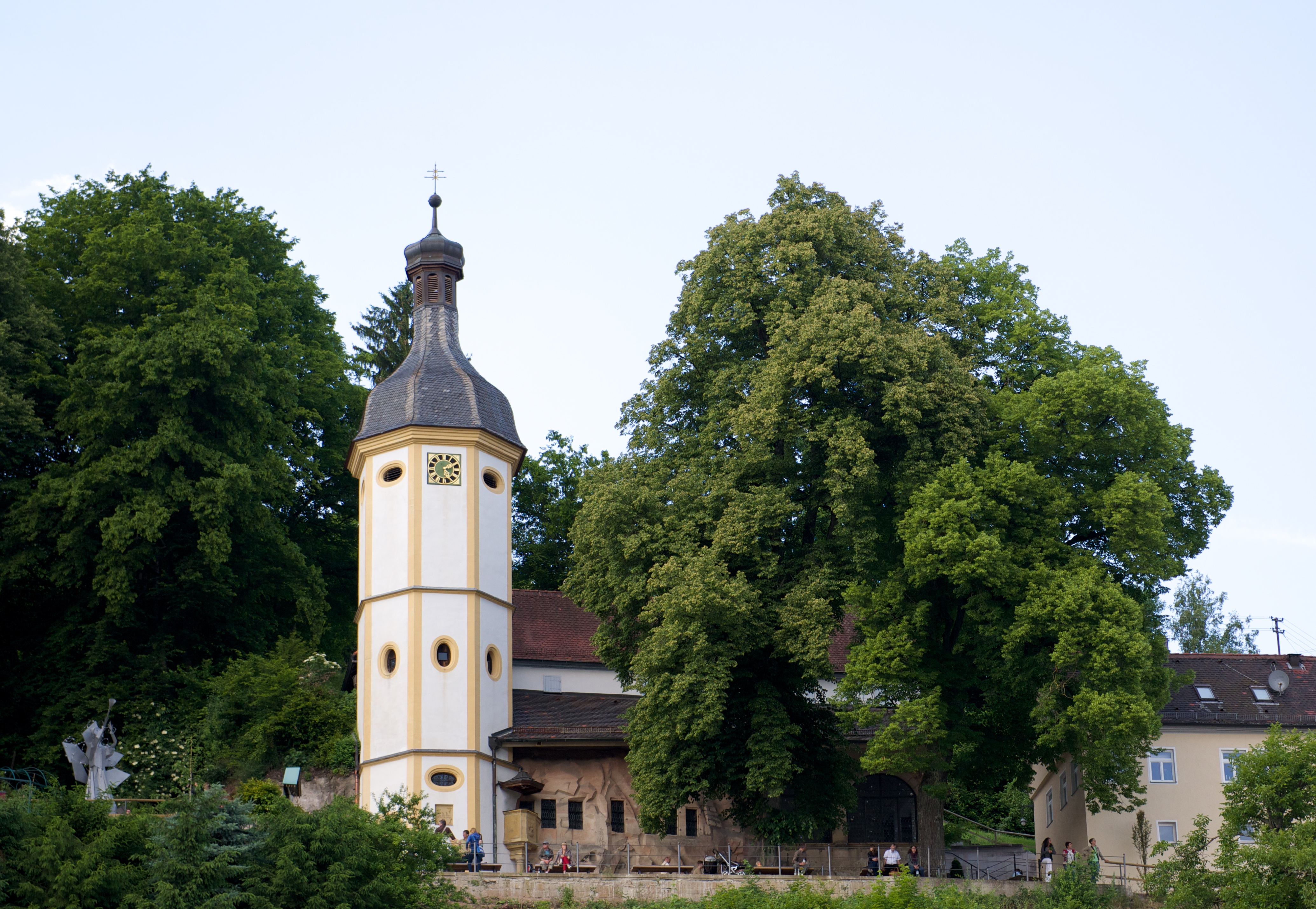
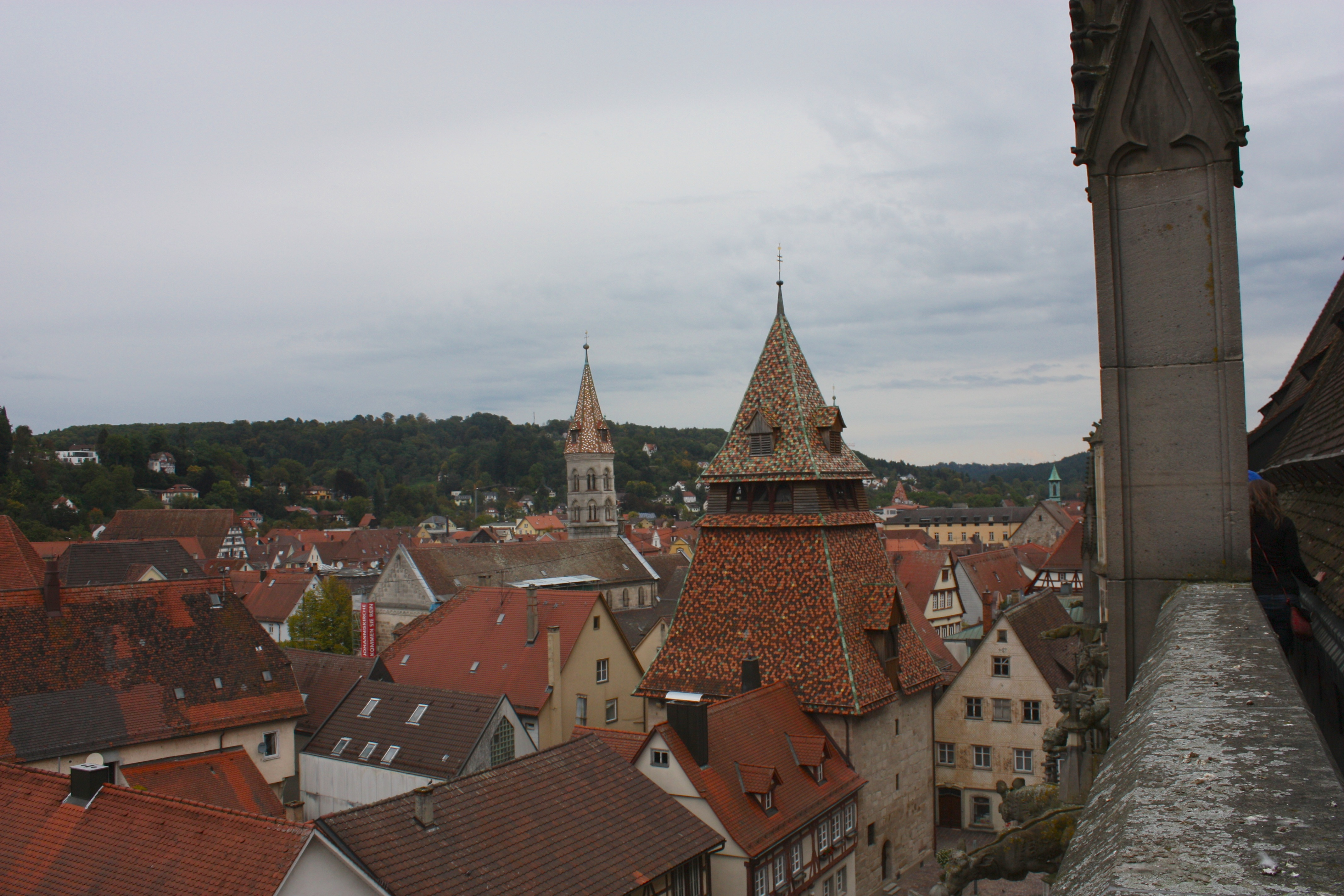
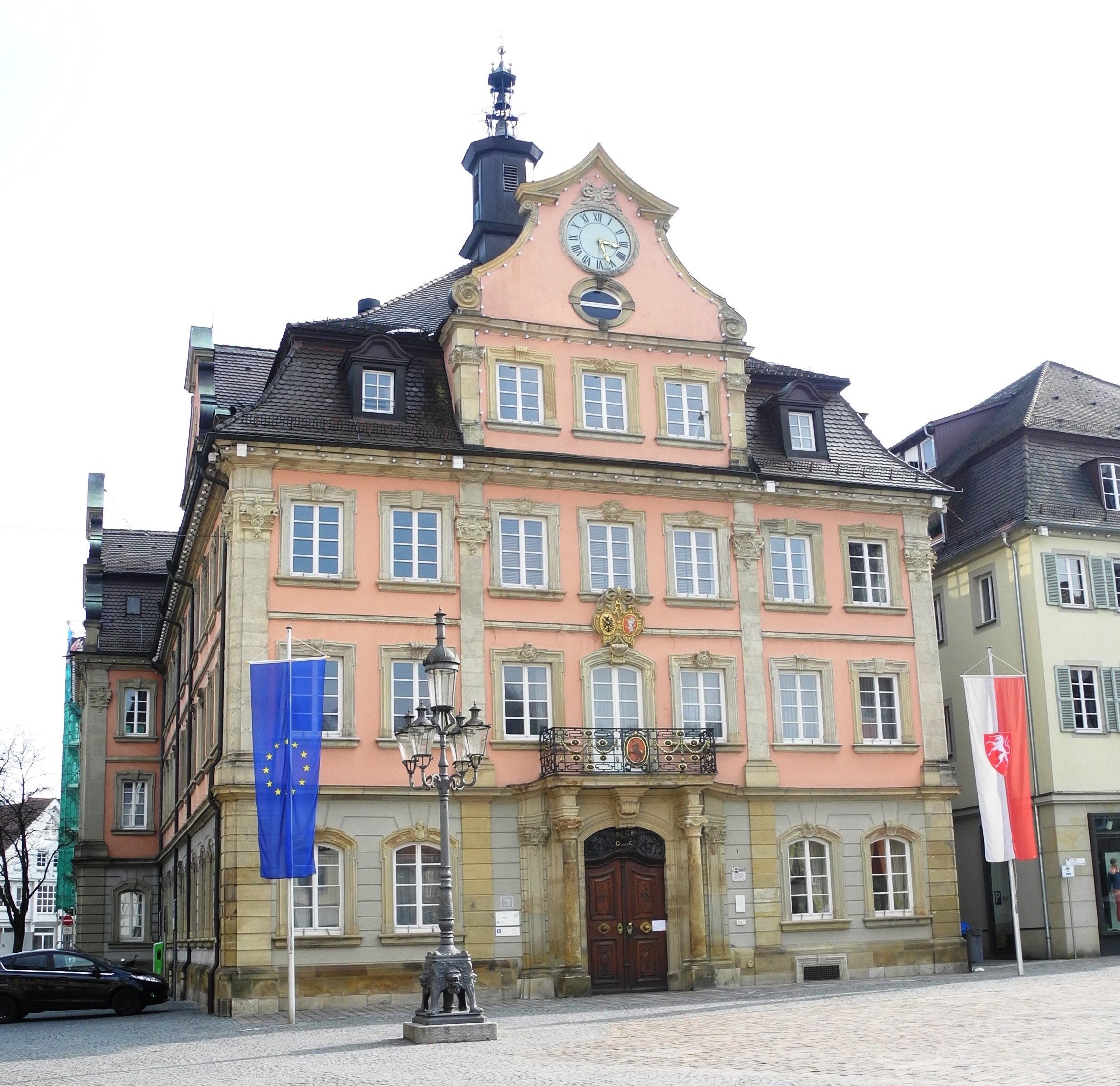